# Paspalum rugulosum
Paspalum rugulosum là một loài cỏ thuộc họ Poaceae. Loài này chỉ có ở Ecuador.